# Qualcuno mi ama/A. A. A. Adorabile cercasi
Qualcuno mi ama/A. A. A. Adorabile cercasi è un singolo della cantante italiana Cocky Mazzetti pubblicato nel 1961 dalla casa discografica Primary.

## Descrizione
La cantante esordisce al Festival di Sanremo 1961 col brano Qualcuno mi ama  cantato in doppia esecuzione con Achille Togliani non arrivando alla serata finale.
Il brano A. A. A. Adorabile cercasi è presentato sempre al Festival di Sanremo 1961 da Jula De Palma in doppia esecuzione con Bruno Martino. Cocky Mazzetti ne fece una sua versione.

## Tracce
1. Qualcuno mi ama (Di P. Soffici e M. Darena)
2. A. A. A. Adorabile cercasi (Di B. Martino, B. Brighetti e  V. Pallavicini)